# Amusurgus tinka
Amusurgus tinka är en insektsart som beskrevs av Otte, D. och R.D. Alexander 1983. Amusurgus tinka ingår i släktet Amusurgus och familjen syrsor. Inga underarter finns listade i Catalogue of Life.